# Chadefaudia
Chadefaudia — рід грибів родини Halosphaeriaceae. Назва вперше опублікована 1957 року.

## Класифікація
До роду Chadefaudia відносять 6 видів:
- Chadefaudia balliae
- Chadefaudia corallinarum
- Chadefaudia gymnogongri
- Chadefaudia marina
- Chadefaudia polyporolithi
- Chadefaudia schizymeniae